# Cànem
|  | Per a altres significats, vegeu «fibra de cànem». |

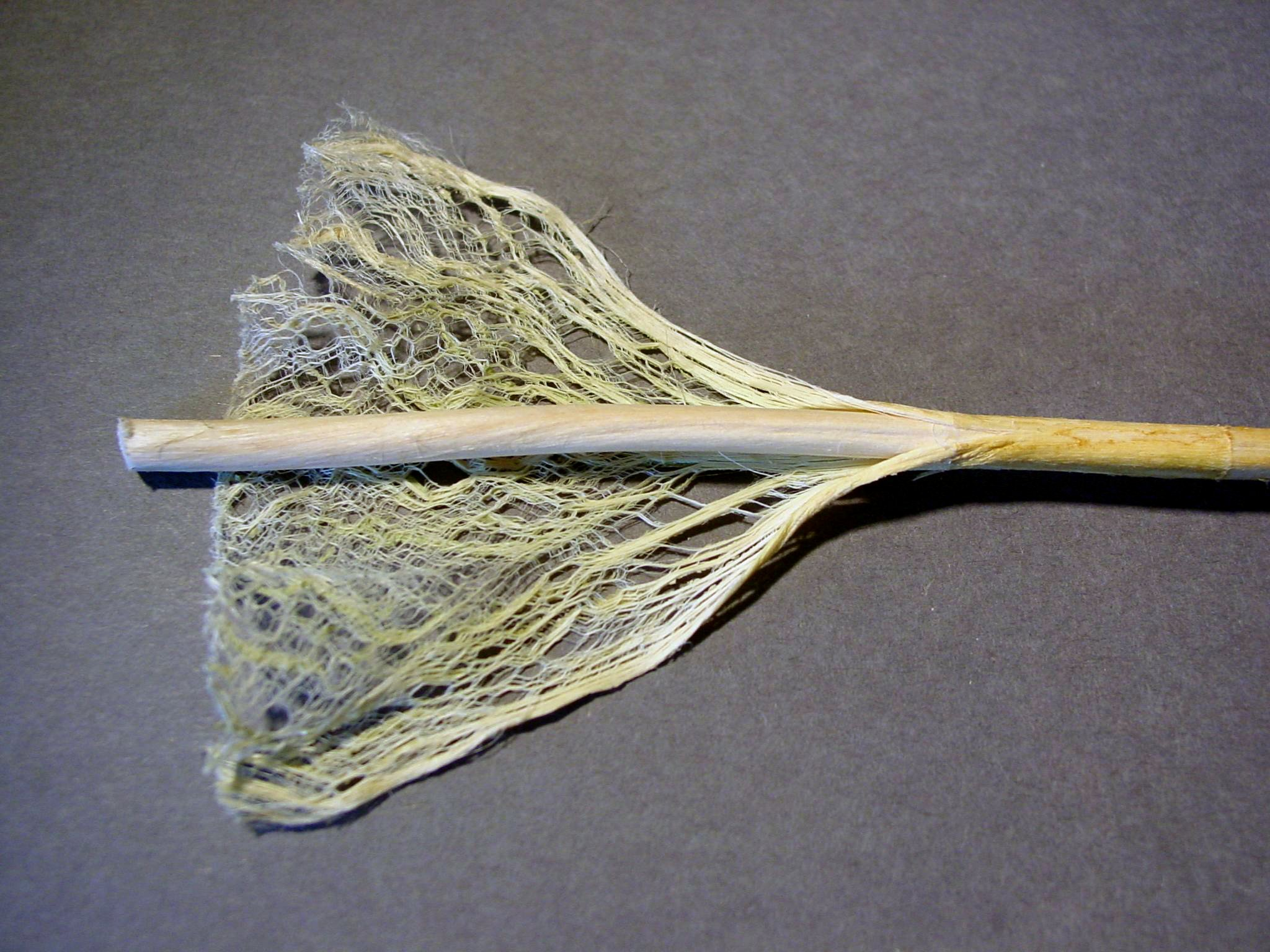
Tija de Cannabis mostrant les fibres.

Cànem o cànem industrial és el nom que reben les varietats de la planta Cànnabis i el nom de la fibra que se n'obté, que, entre d'altres, té usos tèxtils.

## Història

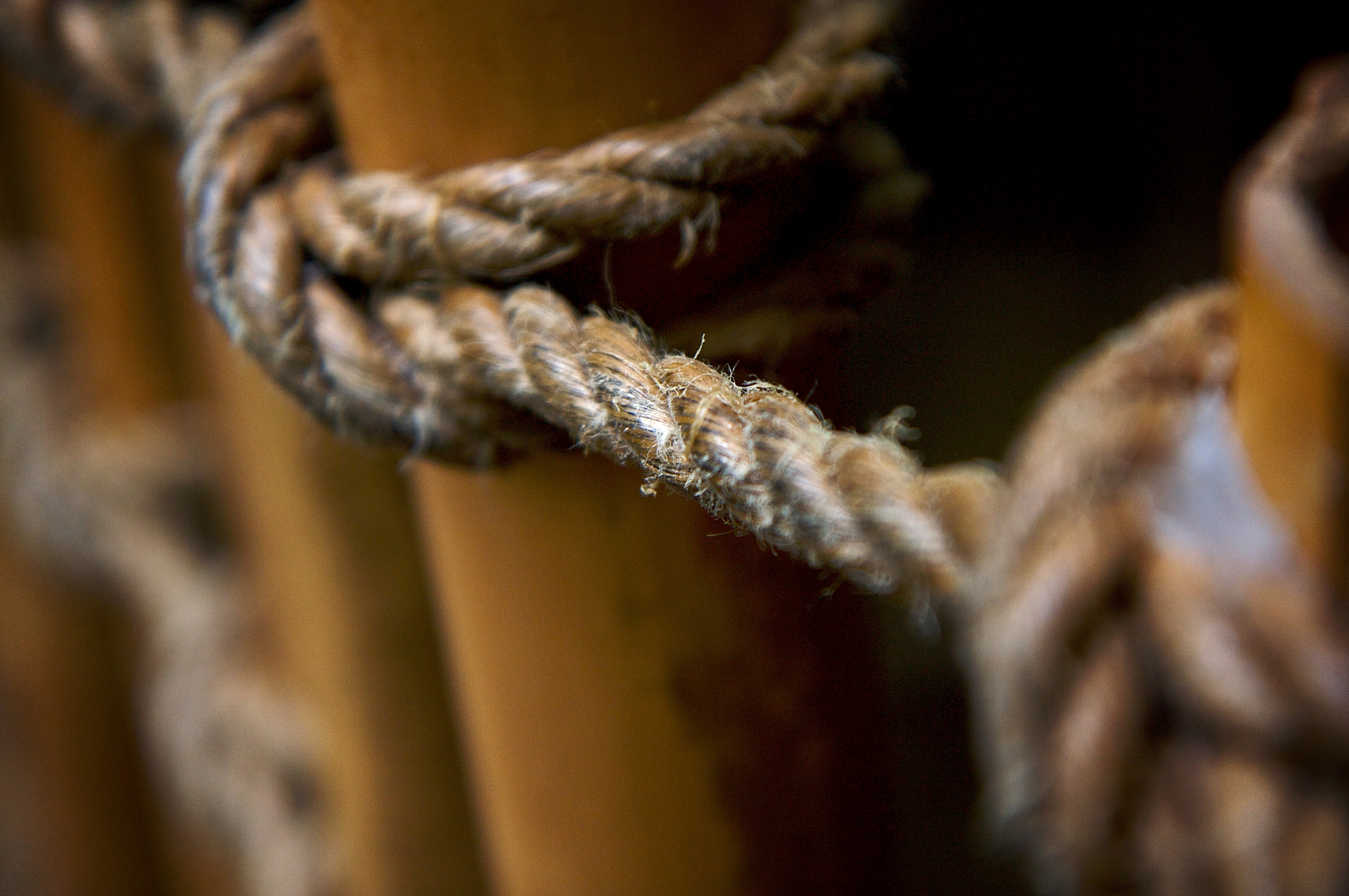
Corda feta de cànem.

L'aprofitament d'aquesta planta ha acompanyat a l'ésser humà al llarg de pràcticament tota la seva història. A la Xina es fa referència sobre la seva explotació des de fa uns vuit mil anys. A Espanya es va conrear durant molts segles amb un reconeixement oficial especial, ja que servia per a la confecció de vestits, veles navals i peces dels vaixells, cordatges, paper... Les veles de Cristòfor Colom, la bandera nord-americana i els papers amb què es va declarar la seva independència van ser confeccionats amb fibra de cànem.
A Espanya, el municipi de Callosa de Segura, al sud de la Comunitat Valenciana, ha estat històricament vinculat al cultiu i manufactura del cànem, si bé, des de fa diverses dècades, la seva fibra ha estat substituïda per la fibra sintètica en la indústria de les cordes i xarxes, per la qual cosa el conjunt de les empreses locals constitueix la major productora mundial del sector. No obstant això, els oficis artesanals del cànem es mantenen testimonialment com un element del seu patrimoni cultural a través del Museu del Cànem i l'associació Escola dels Treballs Artesanals del Cànem.
La diversa utilitat del cànem i la seva qualitat li va valer en algunes èpoques la consideració de planta sagrada.
Des del segle V aC fins a finals del segle xix el 90 % de les cordes i veles per a navegació i moltes xarxes de pesca es feien amb cànem. Avui segueix sent molt utilitzat en moltes embarcacions per la seva gran resistència a la humitat i a les variacions climàtiques.
La disminució del seu cultiu als països industrialitzats va començar arran de la política de prohibició de la marihuana, que va afectar directament al cànem, en els anys 1930.

## Usos del cànem

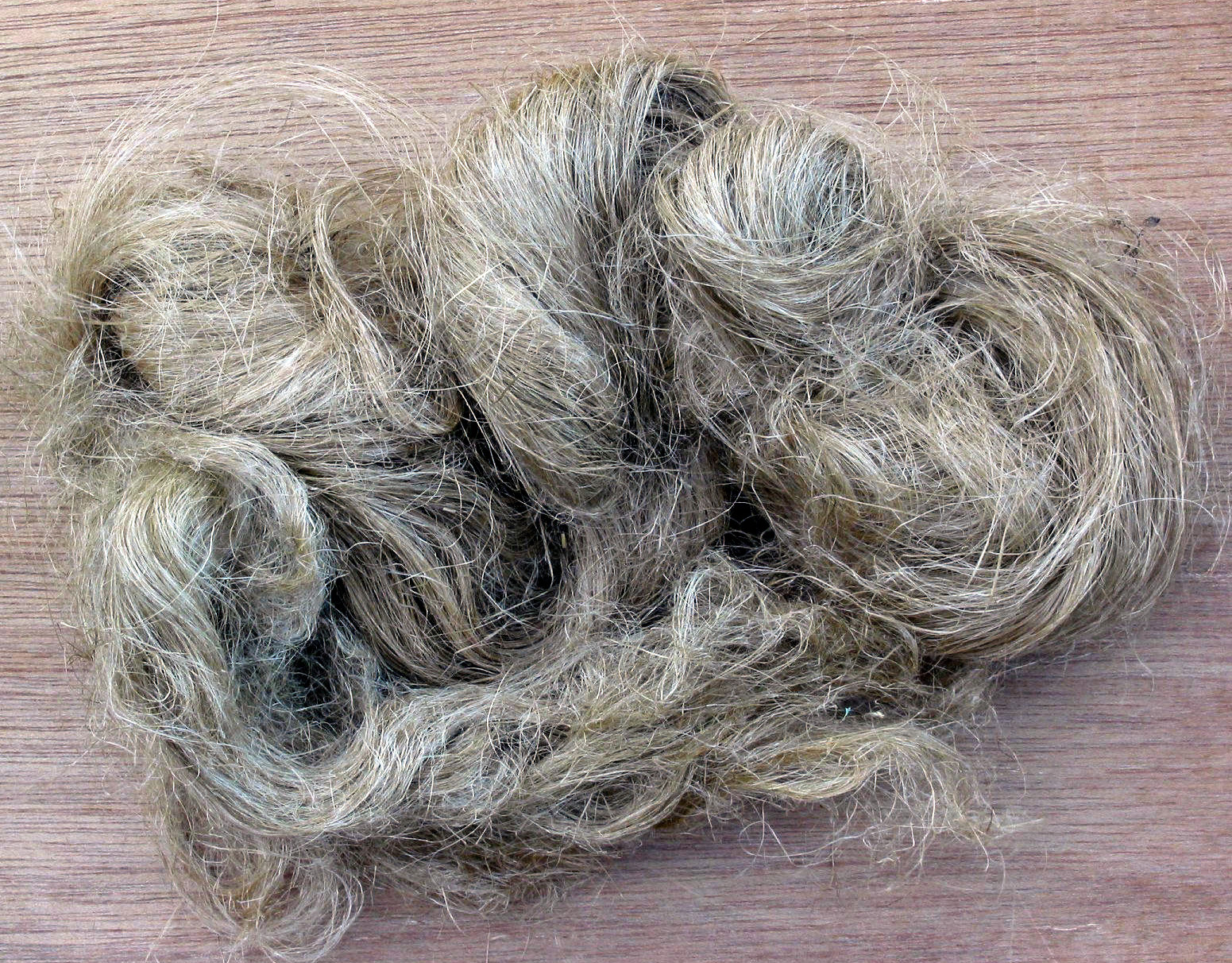
Mostra de fibres de cànem crues.

### Aplicacions comunes
Es pot parlar de la utilitat del cànem; entre els seus usos s'hi troben:
1. Fibres tèxtils (estopa) i cordatges, de gran resistència. Fàcil i lleuger de portar.
2. Llavors i olis rics en greixos (incloent omega 3) i proteïnes (un 34 % aproximadament).
3. Combustibles ecològics (biocombustibles), lubrificants i bioplàstics.
4. Materials de bioconstrucció de gran resistència.
5. Cel·lulosa per a paper.
6. Aplicacions medicinals i cosmètiques dels olis.
7. Materials aïllants, peces plàstiques i tèxtils per a automòbils de la marca Audi i BMW, entre d'altres.
8. Marihuana; la seva producció i consum és legal en alguns països.
9. Begudes vegetals, especialment la llet de cànem.[5]

Roba, menjar, casa, mobles, oli nutritiu, farratge per a animals, biomassa per a calefacció, sabó, xampú, estores, sacs, aïllants, plàstics, feltres, pintures i vernissos, combustibles i lubrificants, geotèxtils contra erosió, camps de cultiu per a purificació d'aigua, enriquidor de sòl i tutor de lleguminoses, etc., són alguns dels usos que podria tenir aquesta planta actualment. En alguns països (França, Canadà, Suècia, etc.) existeixen indústries específiques dedicades a la producció de derivats de qualitat del cànem.
En 2019, una patent italiana va fer possible el primer cànem elàstic, anomenat "H-EMP", gràcies a un petit percentatge de lycra.

### Interès tècnic i socioecològic

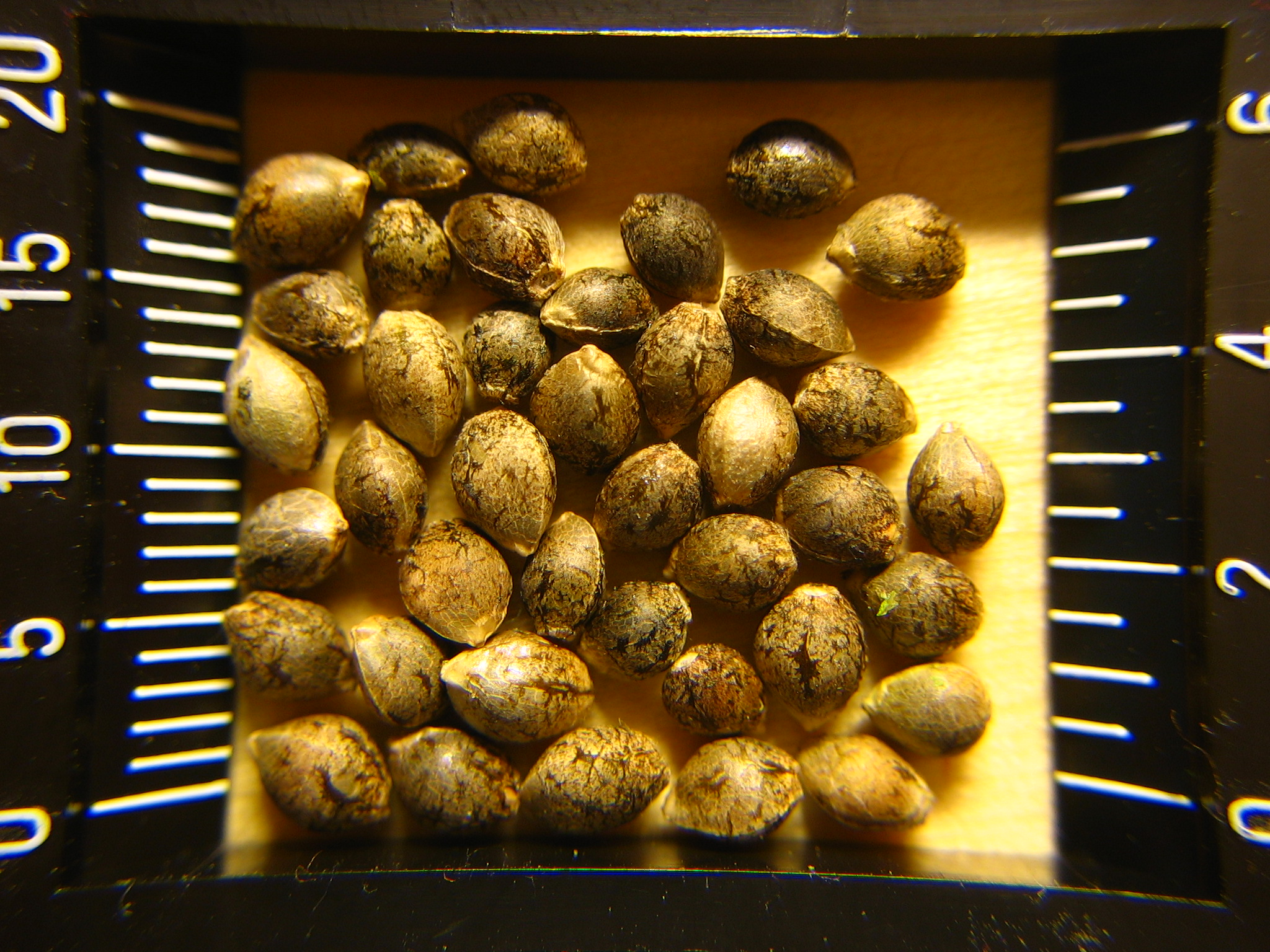
Llavors de cànnabis.

Les llavors de cànem (conegudes com a canyamons) són l'aliment vegetal amb major valor proteínic (fins a un 34 %) i d'àcids grassos essencials. Es considera l'aliment més complet que es pot trobar en una sola planta. Els àcids grassos essencials omega 3 i omega 6 que conté són molt útils en la prevenció d'artritis i reumatismes, entre un gran nombre d'afeccions.
El cànem es considera la fibra tèxtil d'origen vegetal més llarga, suau i resistent. La tela que s'elabora amb ella pot presentar diferents qualitats, de vegades més aspra i altres més suau que el cotó. També és més aïllant, fresca, absorbent i duradora. Antigament era la fibra més utilitzada i era considerada la referència o estàndard per mesurar la qualitat de les altres fibres. Una hectàrea de cànem pot produir el doble de fibra que una de cotó, i la fibra de cànem requereix menys productes químics durant el seu processament. El cànem no requereix de nombrosos pesticides que s'utilitzen per al cotó i que espatllen els sòls.
La longitud i resistència del cànem encara competeix amb els materials més moderns utilitzats en els cordatges navals. També permet l'elaboració de materials de construcció de gran resistència i de materials de gran capacitat aïllant.
La utilitat del cànem, al costat d'altres olis vegetals, com a biocombustible és de gran interès, especialment perquè el CO2 alliberat en la seva combustió és el mateix que el consumit per la planta durant el seu creixement, la qual cosa significa pol·lució pràcticament nul·la i que el propi cicle és capaç de reabsorbir. Els biocombustibles o biodièsel poden ser usats directament en un motor dièsel, amb mescla de dièsel petrolífer o no.
Qualsevol material plàstic o fet a partir de fusta pot ser emulat amb èxit a partir de les plantes de cànnabis, però a més és directament biodegradable i reciclable. L'aglomerat elaborat amb cànem té el doble de resistència que el de fusta i sosté millor els claus. Els materials plàstics fets a partir del cànem són de gran resistència, com per exemple la carrosseria d'un model d'automòbil fabricat per Henry Ford en 1941, elaborada amb cànem i faves de soia (aquest cotxe utilitzava a més oli obtingut del cànem com a combustible). Ford va afirmar la seva resistència copejant-la amb un destral. Actualment moltes peces dels automòbils porten fibra de cànem.
Nous estudis i experiments estan consolidant l'ús del cànem industrial en el camp de l'emmagatzematge d'energia. El Dr. David Mitlin, de la Universitat de Clarkson a Nova York, va desenvolupar un supercondensador a base de fibres de cànem industrial. La idea és crear un nou dispositiu, que sigui més econòmic que l'actual, de grafè. Dels resultats obtinguts, el supercondensador de cànem aconsegueix emmagatzemar fins a 12 watts-hores per kg, fins a 2 vegades més que el seu parell de grafè. Això suposa una millora radical, i a una fracció del preu, pel que fa a l'emmagatzematge d'energia actualment.
Podria servir com a alternativa a la desforestació causada per la indústria paperera, ja que aquestes plantes creixen ràpidament i es tallen cada any com un altre cultiu agrari, obtenint-se un gran tonatge anual de cel·lulosa, fibres i olis al mateix temps, sense haver de tallar arbres, de major impacte ecològic i de creixement més lent. Una hectàrea de cànem pot produir el quàdruple de material que una d'arbres. El paper de cànem és més resistent que el de polpa de fusta i no requereix àcids ni clor. A més pot ser reciclat de forma òptima fins a set vegades, mentre que el convencional de fusta només fins a quatre. La fibra de cànem apareix en alguns productes de paper, considerat com a component de gamma alta.
A més les característiques biològiques del cànem poden utilitzar-se per millorar la qualitat del sòl conreat i controlar esbarzerars.
L'escassetat de la seva explotació en l'actualitat es deu en gran manera a la inèrcia de la indústria. Algunes persones coneixen productes de cànem de baixa qualitat i preu relativament elevat a causa de la falta d'infraestructures, que no fan justícia al veritable potencial dels seus productes.
El defensor del cànnabis Jack Herer, autor de llibres de referència sobre el cànem i la marihuana, va oferir una fortuna a qui aconseguís refutar científicament la seva tesi que presenta al Cannabis com a solució sense parangó a nombrosos problemes del món, incloent la fam.

## Diferències entre cànem industrial i marihuana

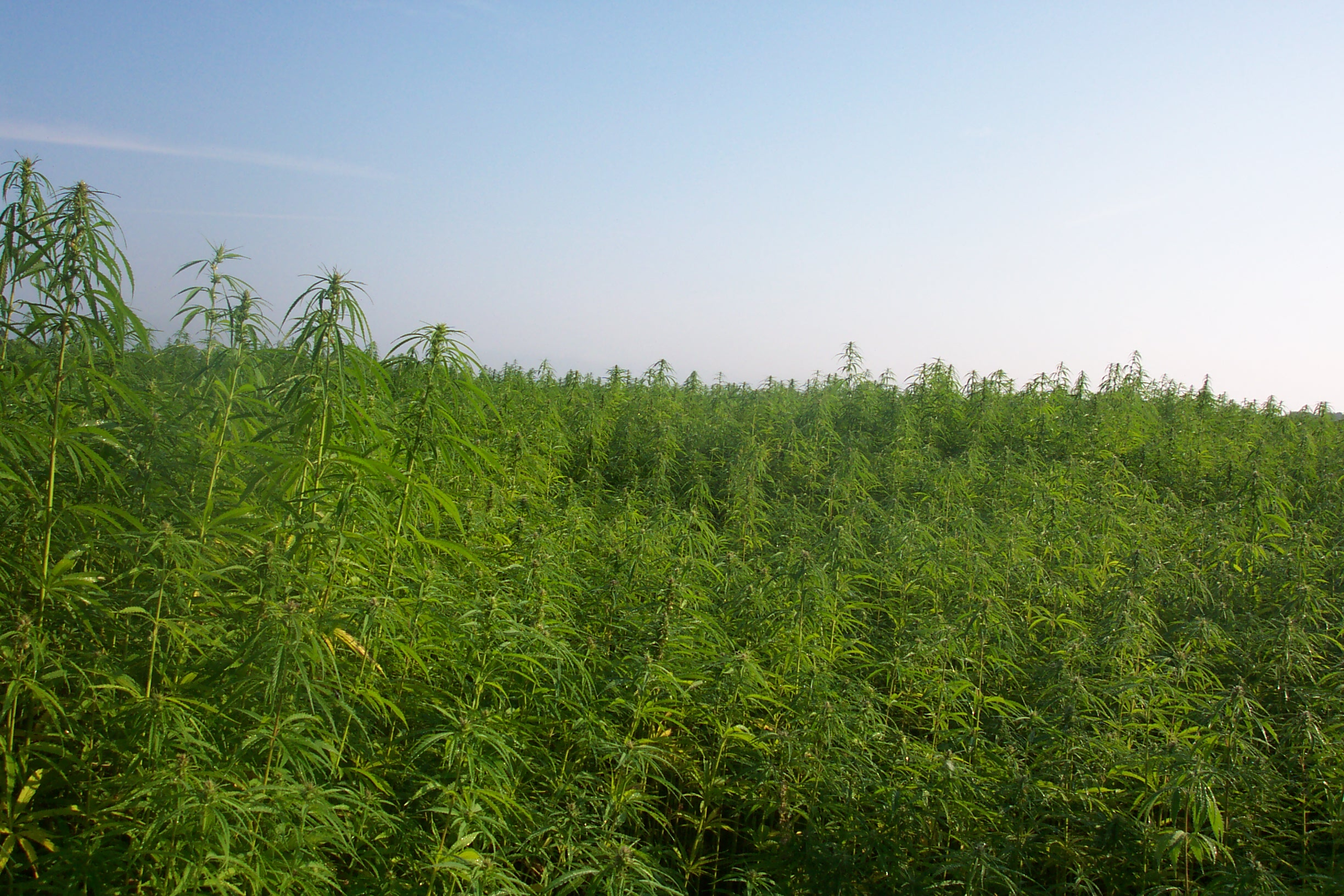
Plantació industrial de Cannabis sativa.

Es diu «cànem industrial» a les varietats de Cannabis destinades a l'ús industrial i alimentari. Aquestes varietats solen contenir un menor percentatge de tetrahidrocannabinol (THC) que les destinades a l'ús medicinal o recreatiu. Encara que el nom científic de la planta és Cannabis sativa, «cànem» és sovint el nom genèric usat per a l'espècie, encara que també el nom funcional d'altres plantes diferents amb aplicacions similars (com el «cànem de Manila» o abacà).
La marihuana s'obté d'una varietat de cànem en la qual s'ha potenciat la concentració de tetrahidrocannabinol. El nom també s'utilitza per extensió per a aquest tipus de cànem.
- La marihuana (cànem), en les seves diferents varietats, és una línia genètica amb gran presència de tetrahidrocannabinol (THC) —el principi que constitueix la substància activa principal— i una potenciació de la floració, on s'acumula especialment aquesta gran concentració dels olis rics en THC i altres substàncies. Les plantes d'aquest tipus solen ser de no més de dos metres d'alt, amb moltes branques i inflorescències espesses. Normalment es planten només les “femelles”' ben espaiades les unes de les altres, a diversos pams de separació o fins i tot un parell de metres. Aquestes plantes “femelles” es mantenen lluny de “mascles” per evitar la pol·linització.

A més d'això, existeixen aspectes morfològics diferenciables a simple vista, com per exemple:
- Les varietats útils per a fibra solen seleccionar-se a partir de línies d'encreuament de plantes de tija alta, amb espais internodals perllongats, escasses o branques presencials, i un interior poc llenyós, gairebé buit. Solen aconseguir entre dos i cinc metres d'altura. Es conreen en gran concentració, de manera que el cultiu té una presència espessa i difícilment transitable.
- Les varietats útils per a llavor poden ser o ben similars a la marihuana, però amb menor presència de branques i d'espessor floral, o bé una mica més altes i amb escasses branques, i en aquest cas es conreen també en una densitat molt concentrada.
- Les varietats amb finalitats d'extracció d'oli i cel·luloses o bases de materials llenyosos són línies genètiques amb una tija més espessa i molt menys buit.

Aquests encreuaments es van desenvolupar a partir de pol·linitzacions entre plantes amb els aspectes que es buscaven. Per exemple, una planta amb producció baixa de llavor pot tendir una major presència de fibra, etc.

## Cultiu a Espanya
A Espanya, les varietats de cànem autoritzades segons el Reial decret 1729/1999, de 12 de novembre, pel qual s'estableixen les normes per a la sol·licitud i concessió de les ajudes al lli tèxtil i al cànem són:
Beniko, Bialobrzeskie, Carmagnola, Cs, Delta-Llosa, Delta 405, Dioïca 88, Épsilon 68, Fasamo, Fédora 17, Fédora 19, Fedrina 74, Félina 32, Félina 34, Ferimón, Fibranova, Fibrimón 24, Fibrimón 56, Futura, Futura 75, Juso 14, Kompolti, Lovrin 110, Santhica 23, Ús 31.
El reglament de la Comunitat Europea estableix les següents varietats de cànem per a la producció de fibres, que poden rebre pagaments directes:
- Cànem conreat per a la producció de fibres

Beniko, Carmagnola, CS, Delta-Llosa, Delta 405, Dioica 88, Epsilon 68, Fedora 17, Felina 32, Felina 34 — Félina 34, Ferimon — Férimon, Fibranova, Fibrimon 24, Futura 75, Juso 14, Xarxa Petiole, Santhica 23, Santhica 27, Tiborszállási, Ús-31.
- Cànem conreat per a la producció de fibra autoritzat en la campanya de comercialització 2006/07

Białobrzeskie, Chamaeleon (1), Cannakomp, Fasamo, Fibriko TC, Finola (1), Kompolti hibrid TC, Kompolti, Lipko, Silesia (2), UNIKO-B.